# Astronomer Royal
Astronomer Royal is een Britse eretitel die wordt toegekend aan een belangrijk Brits astronoom. De oorspronkelijke functie werd in 1675 ingesteld door Karel II van Engeland. Tot en met 1971 was de Astronomer Royal ook directeur van het Koninklijk Greenwich Observatorium.
Daarnaast is er ook nog de Astronomer Royal for Scotland. Deze titel wordt sinds 1834 toegekend, tot 1990 aan de directeur van het Koninklijk Observatorium in Edinburgh. Sinds 1995 is ook deze titel een eretitel.
In het verleden gold de titel ook voor :
- His / Her Majesty's Astronomer at the Cape of Good Hope. Deze functie voor het hoofd van het (vroegere) Koninklijk Observatorium op Kaap de Goede Hoop, werd opgericht in 1820 en opgeheven in 1968.
- Royal Astronomer for Ireland, bedoeld voor het hoofd van het Dunsink Observatory, werd opgeheven in 1921 (maar sinds 1984 bekend als Andrews Professor of Astronomy).

## Lijst van Britse Koninklijke Astronomen
Astronomer Royal, directeur van het Koninklijk Greenwich Observatorium.
| John Flamsteed       | 1675 – 1719 |
| Edmond Halley        | 1720 – 1742 |
| James Bradley        | 1742 – 1762 |
| Nathaniel Bliss      | 1762 – 1764 |
| Nevil Maskelyne      | 1765 – 1811 |
| John Pond            | 1811 – 1835 |
| George Biddell Airy  | 1835 – 1881 |
| William Christie     | 1881 – 1910 |
| Frank Dyson          | 1910 – 1933 |
| Harold Spencer Jones | 1933 – 1955 |
| Richard Woolley      | 1956 – 1971 |

Astronomer Royal, eretitel.
| Martin Ryle          | 1972 – 1982 |
| Francis Graham-Smith | 1982 – 1990 |
| Arnold Wolfendale    | 1991 – 1995 |
| Martin Rees          | 1995 – 2025 |
| Michele Dougherty    | 2025 -      |

## Lijst van Schotse Koninklijke Astronomen
Astronomer Royal for Scotland, directeur van het Koninklijk Observatorium in Edinburgh
| Thomas James Henderson          | 1834 – 1844 |
| Charles Piazzi Smyth            | 1846 – 1888 |
| Ralph Copeland                  | 1889 – 1905 |
| Frank Watson Dyson              | 1905 – 1910 |
| Ralph Allen Sampson             | 1910 – 1937 |
| William Michael Herbert Greaves | 1938 – 1955 |
| Hermann Alexander Brück         | 1957 – 1975 |
| Vincent Cartledge Reddish       | 1975 – 1980 |
| Malcolm Sim Longair             | 1980 – 1990 |

Astronomer Royal for Scotland, eretitel.
| vacant              | 1991 – 1995 |
| John Campbell Brown | 1995 – 2019 |
| vacant              | 2019 - 2021 |
| Catherine Heymans   | 2021 -      |